# Beatriz Manchón
Beatriz Manchón, född den 29 maj 1976 i Sevilla, Spanien, är en spansk kanotist.
Hon tog bland annat VM-silver i K-2 200 meter i samband med Sprintvärldsmästerskapen i kanotsport 2003 i Gainesville, Georgia.